# Drugi rząd Bettina Craxiego

Bettino Craxi

Drugi rząd Bettina Craxiego – rząd Republiki Włoskiej funkcjonujący od 1 sierpnia 1986 do 17 kwietnia 1987.
Gabinet powstał w trakcie IX kadencji Izby Deputowanych i Senatu i zastąpił pierwszy rząd tego samego premiera. Koalicję tworzyły Chrześcijańska Demokracja (DC), Włoska Partia Socjalistyczna (PSI), Włoska Partia Republikańska (PRI), Włoska Partia Socjaldemokratyczna (PSDI) oraz Włoska Partia Liberalna (PLI). W kwietniu 1987 chadecy wycofali swoje poparcie, a następnie utworzyli mniejszościowy gabinet Amintore Fanfaniego.

## Skład rządu
- Premier: Bettino Craxi (PSI)
- Wicepremier: Arnaldo Forlani (DC)
- Minister spraw zagranicznych: Giulio Andreotti (DC)
- Minister spraw wewnętrznych: Oscar Luigi Scalfaro (DC)
- Minister sprawiedliwości: Virginio Rognoni (DC)
- Minister budżetu i planowania gospodarczego: Pier Luigi Romita (PSDI)
- Minister finansów: Bruno Visentini (PRI)
- Minister skarbu: Giovanni Goria (DC)
- Minister obrony: Giovanni Spadolini (PRI)
- Minister edukacji publicznej: Franca Falcucci (DC)
- Minister robót publicznych: Franco Nicolazzi (PSDI)
- Minister rolnictwa i leśnictwa: Filippo Maria Pandolfi (DC)
- Minister transportu: Claudio Signorile (PSI)
- Minister poczty i telekomunikacji: Antonio Gava (DC)
- Minister przemysłu, handlu i rzemiosła: Valerio Zanone (PLI)
- Minister pracy i ochrony socjalnej: Gianni De Michelis (PSI)
- Minister handlu zagranicznego: Rino Formica (PSI)
- Minister marynarki handlowej: Costante Degan (DC)
- Minister zasobów państwowych: Clelio Darida (DC)
- Minister zdrowia: Carlo Donat-Cattin (DC)
- Minister turystyki: Nicola Capria (PSI)
- Minister kultury: Antonino Gullotti (DC)
- Minister środowiska: Francesco De Lorenzo (PLI)
- Minister bez teki do spraw służb publicznych: Remo Gaspari (DC)
- Minister bez teki do spraw koordynowania obrony cywilnej: Giuseppe Zamberletti (DC)
- Minister bez teki do spraw regionalnych: Carlo Vizzini (PSDI)
- Minister bez teki do spraw koordynowania polityki wspólnotowej: Fabio Fabbri (PSI)
- Minister bez teki do spraw badań naukowych i technologii: Luigi Granelli (DC)
- Minister bez teki do spraw kontaktów z parlamentem: Oscar Mammì (PRI)
- Minister bez teki do spraw sytuacji nadzwyczajnych w Mezzogiorno: Salverino De Vito (DC)